# Saint-Usage (Aube)
Saint-Usage ist eine französische Gemeinde mit 69 Einwohnern (Stand 1. Januar 2022) im Département Aube in der Region Grand Est (vor 2016 Champagne-Ardenne); sie gehört zum Arrondissement Troyes und zum Kanton Bar-sur-Seine.

## Geographie
Saint-Usage liegt etwa 50 Kilometer ostsüdöstlich von Troyes. Umgeben wird Saint-Usage von den Nachbargemeinden Vitry-le-Croisé im Nordwesten und Norden, Champignol-lez-Mondeville im Norden und Osten, Villars-en-Azois im Südosten, Fontette im Süden sowie Noé-les-Mallets im Westen.

## Bevölkerungsentwicklung
| Jahr      | 1962 | 1968 | 1975 | 1982 | 1990 | 1999 | 2006 | 2011 | 2019 |
| Einwohner | 122  | 110  | 110  | 98   | 86   | 88   | 85   | 86   | 73   |

## Sehenswürdigkeiten
- Kirche Saint-Eusèbe
- Kapelle Saint-Abdon aus dem 19. Jahrhundert